# NGC 2634
NGC 2634 (другие обозначения — UGC 4581, MCG 12-9-15, ZWG 331.66, ZWG 332.13, PGC 24749) — эллиптическая галактика (E1) в созвездии Жираф.
Этот объект входит в число перечисленных в оригинальной редакции «Нового общего каталога».
Галактика NGC 2634 входит в состав группы галактик NGC 2633. Помимо NGC 2634 в группу также входят IC 2389, NGC 2551, NGC 2633, NGC 2664A и PGC 24760.
Галактика имеет структуру из системы «оболочек», по меньшей мере четыре из которых можно видеть на изображениях с фильтрами V и R.